# Wardęgowo
Wardęgowo – wieś w Polsce położona w województwie warmińsko-mazurskim, w powiecie nowomiejskim, w gminie Biskupiec.
| SIMC    | Nazwa   | Rodzaj    |
| ------- | ------- | --------- |
| 0840556 | Gajówka | część wsi |

W latach 1975–1998 miejscowość administracyjnie należała do województwa toruńskiego.